# Hyperphosphorémie
Une hyperphosphorémie est un surdosage de phosphate inorganique présent dans le plasma.

## Cause
En médecine humaine, ce phénomène est fréquemment rencontré dans l’insuffisance rénale chronique sévère ou au stade de dialyse. Plus rarement une nécrose ou destruction cellulaire massive peut voir transitoirement une hyperphosphorémie survenir, c'est le cas des ischémies de membre, des traumatismes musculaires ou des chimiothérapies agressives (Voir à rhabdomyolyse).